# EKS 1
EKS 1 (russisch Единая космическая система 1 Vereinheitliches Weltraum System 1,  auch Kosmos 2510) ist ein Frühwarnsatellit aus Russland.
Er wurde am 17. November 2015 um 6:34 UTC mit einer Sojus-2-1B-Trägerrakete vom Raketenstartplatz Plessezk in eine hochelliptische Umlaufbahn gebracht.
Die dreiachsenstabilisierten Satelliten dieses (auch Tundra genannten) Typs sollen die alten Satelliten der Oko-Baureihe ablösen. Ein einzelner EKS-Satellit soll dabei fünf bis sechs OKO-Satelliten ersetzen können. Die Entwicklung der Satelliten startete im Jahr 2000. Im Jahr 2007 beauftragte die russische Regierung RKK Energija mit dem Bau des ersten Satelliten. Der Erststart sollte 2009 erfolgen, verzögerte sich jedoch bis Ende 2015. Die Satelliten sollen auch gesicherte Notfallkommunikationstechnik für den Fall eines Atomkrieges tragen.